# Маринопіль (Пологівський район)
Марино́піль (колишні назви — Марієнфельд, Мар'їне Поле, Марієнполь, № 26) — село в Україні, у Розівській селищній громаді Пологівського району Запорізької області. Населення становить 424 осіб. До 2018 року орган місцевого самоврядування — Новозлатопільська сільська рада.
Село тимчасово окуповане російськими військами 24 лютого 2022 року під час російсько-української війни.

## Географія
Село Маринопіль знаходиться на відстані 1 км від села Новозлатопіль. Землі села межують із Більмацькою громадою Запорізької області.

## Історія
Село засноване 1823 року переселенцями із Рейнгессена (23 родини), як Марієнфельд або ж Маринофельд. 1845 року звідти прибули ще 8 родин. Лютеранські громади Ґрунау та Людвіґсталь мали власний молитовний будинок. Землі 1500 десятин. 1857 року було 25 господарств та 1657 десятин землі. Школа. Сільрада (1926).
У 1925—1939 роках село входило до складу Люксембурзького німецького національного району Маріупольської округи (від 1932 року — Дніпропетровської області, від1939 року — Запорізької області).
12 червня 2020 року, відповідно до розпорядження Кабінету Міністрів України № 713-р «Про визначення адміністративних центрів та затвердження територій територіальних громад Запорізької області», увійшло до складу Розівської селищної громади.
19 липня 2020 року, в результаті адміністративно-територіальної реформи та ліквідації Розівського району увійшло до складу Пологівського району.

## Населення
| Рік  | Кількість мешканців |
| ---- | ------------------- |
| 1859 | 221                 |
| 1885 | 339                 |
| 1897 | 297                 |
| 1905 | 305                 |
| 1908 | 225                 |
| 1911 | 345                 |
| 1919 | 350                 |
| 1922 | 399                 |

У 1922 році село перейменоване на Маринопіль. Село постраждало внаслідок актів геноциду українського народу, організованих керівництвом ВКП(б) та урядом СРСР у 1932—1933 та 1946—1947 роках.